# Catherine Deneuve

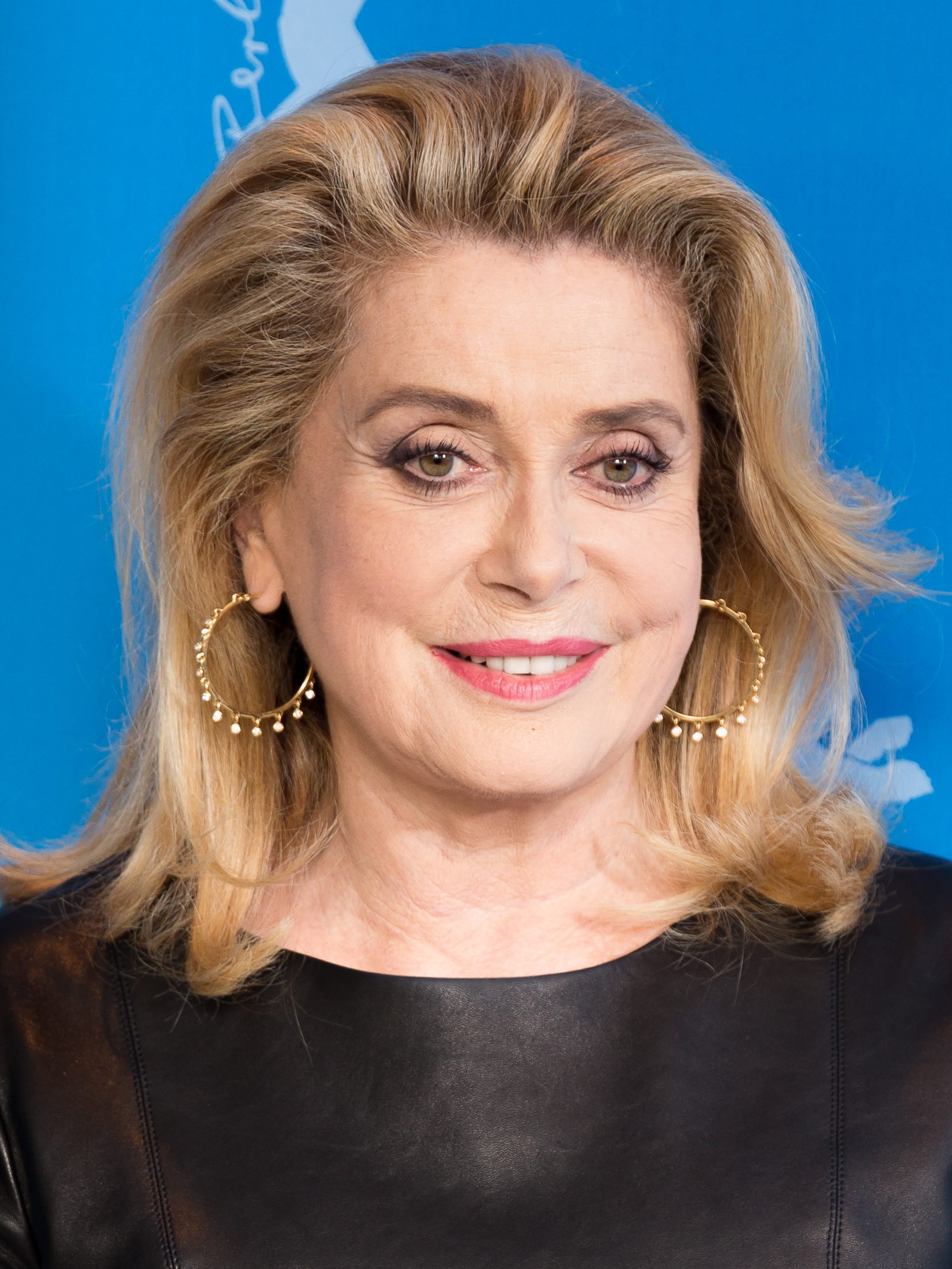
Catherine Deneuve auf der Berlinale 2017

Catherine Deneuve [katʁin dənœv] (* 22. Oktober 1943 in Paris als Catherine Fabienne Dorléac) ist eine französische Filmschauspielerin. Insbesondere für ihre Darstellung geheimnisvoller, kühl wirkender schöner Frauen in Kinofilmen bedeutender Regisseure wie Roman Polański, Luis Buñuel und François Truffaut wurde sie mit zahlreichen Auszeichnungen geehrt. Seit ihrem Debüt 1957 war sie in mehr als 140 Filmen zu sehen.

## Leben und Werk

### Familie
Catherine Deneuve stammt aus einer Schauspielerfamilie. Ihre Mutter, Renée Deneuve (1911–2021), war Theaterschauspielerin; ihr Vater, Maurice Dorléac (1901–1979), war Filmschauspieler und Leiter der französischen Synchronstudios von Paramount. Ihre ältere Schwester, die Schauspielerin Françoise Dorléac, die Catherine Deneuve ins Filmgeschäft brachte, verunglückte 1967 bei einem Autounfall tödlich. Deneuve brauchte nach eigener Aussage lange, um über den Tod der geliebten Gefährtin hinwegzukommen. Sie hat eine weitere Schwester, Sylvie Dorléac, und eine Halbschwester, Dabielle, deren Vater Aimé Clariond war. Deneuves natürliche Haarfarbe ist brünett, doch ist sie seit den 1960er Jahren vor allem als Blondine bekannt.
Mit dem Schauspieler und Regisseur Roger Vadim bekam sie 1963 einen Sohn, Christian Vadim, der in einigen Kinofilmen auftrat, doch vor allem als Fernsehdarsteller tätig ist. Marcello Mastroianni ist der Vater von Deneuves 1972 geborener Tochter, der Filmschauspielerin Chiara Mastroianni. Von 1965 bis 1972 war Deneuve mit dem britischen Modefotografen David Bailey verheiratet. Später sagte sie über die Ehe: „Wozu heiraten, wenn es die Möglichkeit der Scheidung gibt?“ Deneuve hält sich mit Auskünften über ihr Privatleben zurück, doch sagt sie von ihrer Kindheit, dass sie „sehr behütet“ gewesen sei.

### Filmkarriere

#### Anfänge
Deneuve, die nie Schauspielunterricht erhielt, arbeitete früh im Filmgeschäft. Ihre erste Rolle hatte sie 1957 als 13-Jährige unter ihrem bürgerlichen Namen, Catherine Dorléac, in Les Collégiennes. Ihre Schwester Françoise hatte sie gebeten, in den Sommerferien darin mitzuspielen. 1960 spielte Deneuve erneut mit Dorléac in Die kleinen Sünderinnen.

#### Seit dem Durchbruch (1964)
Ihren Durchbruch erlebte Deneuve 1964 in dem Filmmusical Die Regenschirme von Cherbourg unter der Regie von Jacques Demy. Diesen Film bezeichnete der Regisseur Benoît Jacquot hinsichtlich ihres Typs und ihres Erscheinungsbildes als prägend – Demys Film sei „das Herz ihrer Kunst“. Ihr nächster Erfolg war im Jahr darauf Roman Polańskis Film Ekel, in dem sie eine junge Frau spielte, die im Wahn zur Mörderin wird. 1967 übernahm sie in einem weiteren Film von Jacques Demy die Hauptrolle, Die Mädchen von Rochefort – an der Seite ihrer Schwester Françoise und der damals 50-Jährigen Danielle Darrieux, die 20 Jahre danach in Schauplatz des Verbrechens und 35 Jahre danach in 8 Frauen nochmals als Deneuves Mutter in Erscheinung trat. In Belle de Jour – Schöne des Tages verkörperte Catherine Deneuve 1967 unter der Regie von Luis Buñuel eine bürgerliche Ehefrau, die nachmittags als Prostituierte arbeitet. Der Film wurde ein internationaler Erfolg und gilt als eines der bekanntesten Werke Buñuels.

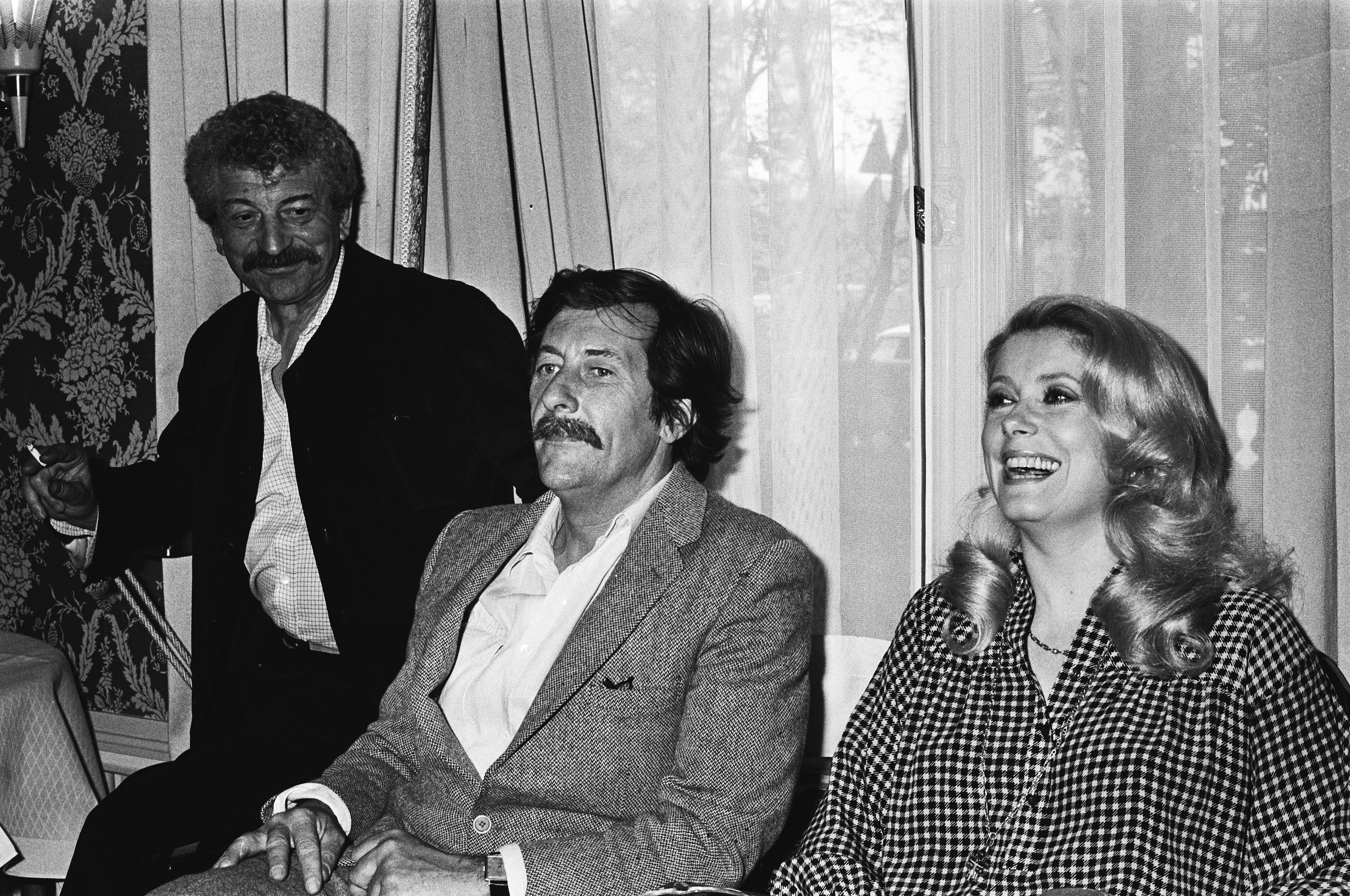
Deneuve 1979 mit Yves Robert (links) und Jean Rochefort

1969 spielte Deneuve an der Seite von Jean-Paul Belmondo eine Heiratsschwindlerin in Das Geheimnis der falschen Braut von François Truffaut. Der Film war international erfolgreich ebenso wie 1980 ein weiterer Truffaut-Film mit Deneuve, Die letzte Metro, in dem sie eine Theaterchefin im Paris der deutschen Besatzungszeit darstellt, die ihren jüdischen Ehemann im Keller unter der Bühne versteckt. Ihre Filmpartner waren hier Gérard Depardieu als junger Kollege und Geliebter und der deutsche Schauspieler Heinz Bennent als ihr Ehemann. 1970 spielte Deneuve in dem von Kritikern und Publikum geschätzten Buñuel-Film Tristana. In den späten 1970er Jahren sollte sie in The Short Night, dem letzten, unvollendeten Film von Alfred Hitchcock, mitwirken; das Projekt kam nicht zustande.

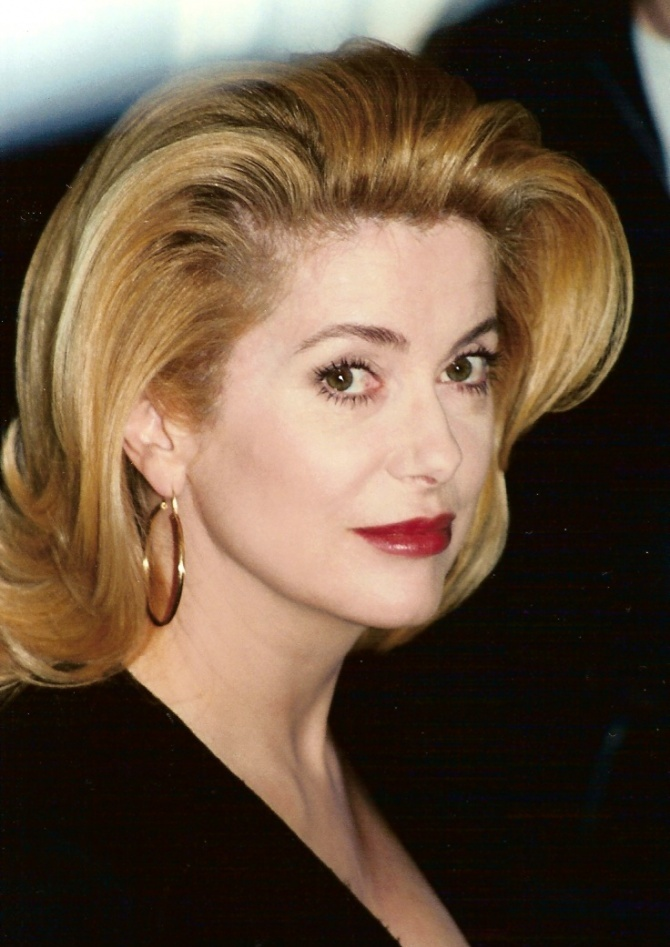
Deneuve 1995

An der Seite von Susan Sarandon und David Bowie spielte sie 1983 eine bisexuelle Vampirin in Begierde. 1993 wurde sie für die Hauptrolle in dem Filmmelodram Indochine (Regie Régis Wargnier), in dem sie eine Kautschuk-Plantagenbesitzerin verkörpert, für einen Oscar nominiert. An der Seite der Musikerin Björk spielte sie im Jahr 2000 in Lars von Triers Film Dancer in the Dark eine Fabrikarbeiterin. Nach eigenen Angaben hatte Deneuve Trier entgegen ihren Gepflogenheiten von sich aus, per Brief, um eine Rolle gebeten, nachdem sie sein Film Breaking the Waves beeindruckt hatte. Ihr nächster Erfolg war im Jahr 2002 die Komödie 8 Frauen von François Ozon, der darin namhafte französische Schauspielerinnen zusammenführte, darunter Isabelle Huppert und Fanny Ardant.
Bis heute trat Catherine Deneuve in mehr als 140 Spielfilmen auf, davon mehr als 90 Kinofilme. Fast immer übernahm sie eine Hauptrolle. 1988 war sie Produzentin des Films Nächtliche Sehnsucht – Hemmungslos, in dem sie an der Seite von Gérard Depardieu spielte. 
Aus den letzten Jahren stammen Princesse Marie von Benoît Jacquot (über Marie Bonaparte), Das Leben ist seltsam und André Téchinés Filmdrama Changing Times, in dem wieder Depardieu mitwirkt, den sie zu ihren Lieblingskollegen zählt. 
Zur Eröffnung der 79. Filmfestspiele von Venedig 2022 erhielt Catherine Deneuve den Goldenen Löwen für ihr Lebenswerk, überreicht vom Regisseur Arnaud Desplechin, mit dem sie 2008 in Ein Weihnachtsmärchen zusammengearbeitet hatte.

#### Spiel mit sexuell mehrdeutigen Rollen
Mit ihrer Darstellung einer homosexuellen Vampirin in Begierde erregte Deneuve die Aufmerksamkeit des lesbischen Publikums. Auch in einigen anderen Filmen spielte sie sexuell mehrdeutige Charaktere: eine Prostituierte, die ihre Freundin küsst, in Zig Zig, eine Privatdetektivin im Trenchcoat, halb Emma Peel, halb Humphrey Bogart, in Ecoute voir und eine Professorin, die eine Liebesaffäre mit einer Studentin hat, in Diebe der Nacht. In 8 Frauen kommt es zwischen ihr und Fanny Ardant zu einem Kuss, der auf Deneuves vorangegangene Rollen anzuspielen scheint.

### Weitere Aktivitäten
Im Jahr 1965 posierte Deneuve nackt für die Zeitschrift Playboy. Von 1969 bis 1977 war sie in den USA das Gesicht der französischen Luxusmarke Chanel. Später warb sie für Yves Saint Laurent (1993), L’Oréal (2001), M•A•C (2006) sowie für ihr eigenes Parfum, Deneuve, (1986). Sie betätigte sich als Designerin diverser Konsumartikel, darunter Brillen, Schuhe, Schmuck, Grußkarten und Einrichtungsgegenstände.
Deneuve nahm mehrere Hörbücher für die Édition des femmes auf und sang Chansons, u. a. im Duett mit Bernadette Lafont (1975), Gérard Depardieu (1980), Malcolm McLaren (1993), Joe Cocker (1995) und Alain Souchon (1997). 1981 nahm sie eine CD mit Chansons von Serge Gainsbourg auf.
Deneuve schrieb Texte für die Tageszeitung Libération, die Zeitschrift Madame Figaro, den Fernsehsender France 5 und andere Medien. Im Jahr 2005 veröffentlichte sie ihr Tagebuch unter dem Titel À l’ombre de moi-même (deutscher Buchtitel In meinem Schatten), in dem sie u. a. von den Dreharbeiten zu Dancer in the Dark und Indochine berichtet.
Im Jahr 2023 eröffnete Deneuve die 76. Filmfestspiele von Cannes an der Seite ihrer Tochter Chiara Mastroianni und war auf dem offizielle Festivalplakat abgebildet. Verwendet wurde eine Fotografie von Jack Garofalo, die sie während der Dreharbeiten zu La Chamade – Herzklopfen (1968) zeigt. Im März 2025 war Deneuve Gastjurorin bei Germany’s Next Topmodel.

### Soziales und politisches Engagement
Deneuve engagiert sich seit den 1970er Jahren für soziale und politische Belange.
Im Jahr 1971 setzte sie sich erfolgreich dafür ein, die Abtreibung in Frankreich zu legalisieren. Sie unterzeichnete das von der Feministin Simone de Beauvoir verfasste Manifest der 343 Frauen, das am 5. April 1971 im linksliberalen Nachrichtenmagazin Le Nouvel Observateur abgedruckt wurde.
Im Jahr 2001 unterstützte Deneuve eine Petition der französischen Aktivistengruppe Together against the death penalty gegen die Todesstrafe in den USA, das der US-Botschaft in Paris überreicht wurde. Auch am Programm von Amnesty International zur Abschaffung der Todesstrafe nahm sie teil. 1991 erinnerte sie in dem Amnesty-Film Schreiben gegen das Vergessen (Contre l’oubli / Against Oblivion) an die salvadorianische Gewerkschaftsführerin Febe Elizabeth Velásquez, die 1989 mit mehreren Kollegen mittels eines Bombenanschlags ermordet worden war.
Deneuve wurde 1994 zum Botschafter der UNESCO ernannt, um sich für die Bewahrung des Welt-Filmerbes einzusetzen. Am 12. November 2003 trat sie von diesem Ehrenamt zurück, nachdem der französische Geschäftsmann Pierre Falcone zum Angola-Botschafter der UN-Organisation ernannt worden war, was ihm rechtliche Immunität in Bezug auf seine Verstrickung in illegalen Waffenhandel verschaffte.
Ende 2003 rief Deneuve in einer Hörfunkwerbung von Douleur sans frontières zu Spenden für die Opfer von Landminen auf.
Seit 2008 ist sie Mitglied der Waris-Dirie-Stiftung, die gegen die Genitalverstümmelung von Frauen und Mädchen kämpft.
Als Teil eines Kollektivs von 100 Frauen unterzeichnete Catherine Deneuve einen offenen Brief, der am 9. Januar 2018 in der Tageszeitung Le Monde abgedruckt war und auf negative Auswirkungen der von der MeToo-Bewegung ausgelösten Debatte hinwies. Darin hieß es: „Le viol est un crime. Mais la drague insistante ou maladroite n’est pas un délit, ni la galanterie une agression machiste.“ („Vergewaltigung ist ein Verbrechen, doch weder ist beharrliche oder ungeschickte Anmache ein Delikt noch galantes Auftreten ein machistischer Angriff auf die Frau.“) Metoo habe in der Presse und Sozialen Medien eine Verleumdungswelle ausgelöst, die männliche Verhaltensmuster auf eine Stufe mit denen von Sexualstraftätern stelle und Beschuldigten keine Plattform der Verteidigung biete. Von Kritikern wurde den Unterzeichnerinnen vorgeworfen, mit ihrem Manifest frauenfeindliches Verhalten zu relativieren.

### Zitate über Deneuve
„Man muss nicht betrunken sein, um mit Catherine Deneuve schlafen zu wollen – egal, welche sexuelle Orientierung man vorher hatte.“

„Sie ist so schön, dass ein Film, in dem sie spielt, auch ohne Geschichte auskommt.“

„Von allen Schauspielerinnen, mit denen ich gearbeitet habe, egal ob Anfängerinnen oder Stars, ist sie vermutlich die durchlässigste. Das hat nichts mit Fügsamkeit zu tun, sie ist einfach die anpassungsfähigste, die plastischste, die durchlässigste in Bezug auf das, was im Film gerade gemacht wird.“

## Filmografie (Auswahl)
- 1957: Les Collégiennes
- 1963: Laster und Tugend (Le vice et la vertu)
- 1964: Die Regenschirme von Cherbourg (Les Parapluies de Cherbourg)
- 1964: Die Frauen sind an allem schuld (Les Plus Belles Escroqueries du monde)
- 1964: Jagd auf Männer (La chasse à l’homme)
- 1964: Ich war eine männliche Sexbombe (Un monsieur de compagnie)
- 1965: Ekel (Repulsion)
- 1965: Das Liebeskarussell
- 1965: Und die Wälder werden schweigen (Le chant du monde)
- 1966: Die Geschöpfe (Les créatures)
- 1966: Leben im Schloß (La Vie de château)
- 1967: Die Mädchen von Rochefort (Les Demoiselles de Rochefort)
- 1967: Belle de Jour – Schöne des Tages (Belle de jour)
- 1967: Benjamin – Aus dem Tagebuch einer männlichen Jungfrau (Benjamin ou les Mémoires d’un puceau)
- 1968: Mayerling
- 1968: La Chamade – Herzklopfen (La chamade)
- 1968: Hemmungslose Manon (Manon 70)
- 1969: Ein Frosch in Manhattan (The April Fools)
- 1969: Das Geheimnis der falschen Braut (La Sirène du Mississipi)
- 1970: Tristana
- 1970: Eselshaut (Peau d’âne)
- 1971: Das passiert immer nur den anderen (Ça n’arrive qu’aux autres)
- 1972: Allein mit Giorgio (Liza)
- 1972: Der Chef (Un flic)
- 1973: Die Umstandshose (L’Événement le plus important depuis que l’homme a marché sur la Lune)
- 1973: Berühre nicht die weiße Frau (Touche pas à la femme blanche !)
- 1974: Die Frau mit den roten Stiefeln (La Femme aux bottes rouges)
- 1975: Zig Zig (Zig-Zig)
- 1975: Die Entfesselten (L’Agression)
- 1975: Die schönen Wilden (Le Sauvage)
- 1975: Straßen der Nacht (Hustle)
- 1976: Ein Hauch von Zärtlichkeit (Si c’était à refaire)
- 1977: Marschier oder stirb (March or Die)
- 1978: Das Geld der anderen (L’Argent des autres)
- 1979: Allein zu zweit (À nous deux)
- 1980: Die letzte Metro (Le Dernier Métro)
- 1980: Die Männer, die ich liebte (Je vous aime)
- 1981: Wahl der Waffen (Le Choix des armes)
- 1981: Begegnung in Biarritz (Hôtel des Amériques)
- 1982: Der Schock (Le Choc)
- 1983: Der Buschpilot (L’Africain)
- 1983: Begierde (The Hunger)
- 1984: Le bon plaisir – Eine politische Liebesaffäre (Le Bon Plaisir)
- 1984: Fort Saganne
- 1986: Hoffen wir, daß es ein Mädchen wird (Speriamo che sia femmina)
- 1986: Schauplatz des Verbrechens (Le Lieu du crime)
- 1987: Agent Trouble – Mord aus Versehen (Agent trouble)
- 1988: Frequenz Mord (Fréquence meurtre)
- 1988: Nächtliche Sehnsucht – Hemmungslos (Drôle d’endroit pour une rencontre)
- 1991: Die schöne Lili (La Reine blanche)
- 1992: Indochine
- 1993: Meine liebste Jahreszeit (Ma saison préférée)
- 1995: Das Kloster (O Convento)
- 1995: 101 Nacht – Die Träume des M. Cinéma (Les Cent et Une Nuits de Simon Cinéma)
- 1996: Diebe der Nacht (Les Voleurs)
- 1997: Genealogien eines Verbrechens (Généalogies d’un crime)
- 1998: Place Vendôme
- 1999: Meine schöne Schwiegermutter (Belle maman)
- 1999: Die wiedergefundene Zeit (Le Temps retrouvé)
- 1999: Est-Ouest – Eine Liebe in Russland (Est-Ouest)
- 1999: Pola X
- 2000: Dancer in the Dark
- 2001: Ich geh’ nach Hause (Je rentre à la maison)
- 2001: Absolument fabuleux
- 2001: The Musketeer
- 2002: 8 Frauen (8 femmes)
- 2002: Dem Paradies ganz nah (Au plus près du paradis)
- 2003: Gefährliche Liebschaften (Les Liaisons dangereuses)
- 2003: Um Filme Falado – Reise nach Bombay (Um filme falado)
- 2004: Das Leben ist seltsam (Rois et Reine)
- 2004: Marie Bonaparte (Princesse Marie)
- 2004: Changing Times (Les Temps qui changent)
- 2006: Der steinerne Kreis (Le Concile de Pierre)
- 2006: Le Héros de la famille
- 2007: Persepolis (Sprechrolle)
- 2007: Der Tag, der alles veränderte (Après lui)
- 2007: Frühstück mit einer Unbekannten
- 2008: Ein Weihnachtsmärchen (Un conte de Noël)
- 2008: Lass es mich sehen (Je veux voir)
- 2008: Mes stars et moi
- 2010: Das Schmuckstück (Potiche)
- 2010: Nachtblende (L’Homme qui voulait vivre sa vie)
- 2011: Les Yeux de sa mère
- 2011: Die Liebenden – von der Last, glücklich zu sein (Les Bien-aimés)
- 2012: Lines of Wellington – Sturm über Portugal (Linhas de Wellington)
- 2012: Asterix & Obelix – Im Auftrag Ihrer Majestät (Astérix et Obélix: Au Service de Sa Majesté)
- 2013: Madame empfiehlt sich (Elle s’en va)
- 2014: 3 Herzen (3 cœurs)
- 2014: Der Hof zur Welt (Dans la cour)
- 2015: La tête haute
- 2015: Das brandneue Testament (Le Tout Nouveau Testament)
- 2016: Le cancre
- 2017: Bonne pomme
- 2017: Ein Kuss von Béatrice (Sage femme)
- 2017: Tout nous sépare
- 2018: Der Flohmarkt von Madame Claire (La Dernière folie de Claire Darling)
- 2018: Wilde Kräuter (Mauvaises herbes)
- 2019: Abschied von der Nacht (L'Adieu à la nuit)
- 2019: La Vérité – Leben und lügen lassen (La Vérité)
- 2019: Die Familienfeier (Fête de famille)
- 2020: Terrible Jungle
- 2021: In Liebe lassen (De son vivant)
- 2023: Bernadette
- 2024: Marcello Mio
- 2024: Funny Birds – Das Gelbe vom Ei (Au fil des saisons)

## Auszeichnungen
Nach Catherine Deneuves Abbild wurde 1985 eine Büste der französischen Nationalfigur Marianne geschaffen. Den Erlös aus dem Ankauf der Kommunen spendete sie Amnesty International. Vor ihr wurde diese Ehre bereits Brigitte Bardot (1970) und Mireille Mathieu (1978) zuteil, ihre Nachfolgerin wurde 1989 Inès de la Fressange.
Im Jahr 2000 wurde Catherine Deneuve auf dem Palm Springs Walk of Stars ein „Golden-Palm“-Stern gewidmet.

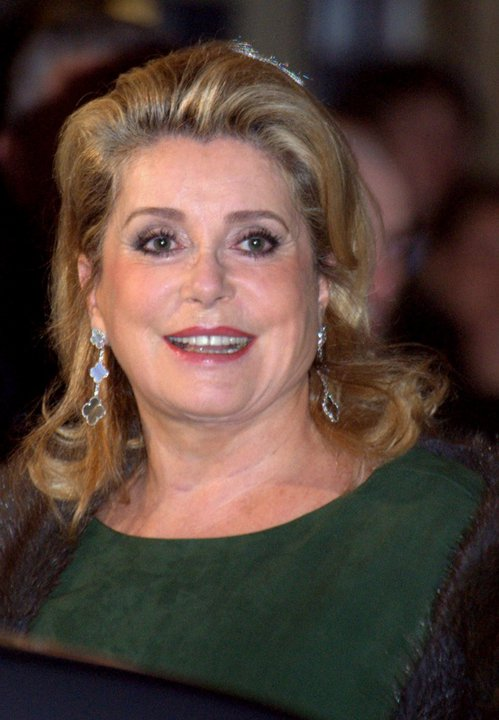
Deneuve bei der Verleihung des César 2011

- 1964: Étoile de Cristal als beste Darstellerin für Die Regenschirme von Cherbourg
- 1969: Britischer Filmpreis – nominiert als beste Hauptdarstellerin für Belle de jour – Schöne des Tages
- 1980: David di Donatello – Beste ausländische Schauspielerin für Die letzte Metro
- 1981: César – Beste Hauptdarstellerin für Die letzte Metro
- 1993: Goldene Kamera
- 1993: César – Beste Hauptdarstellerin für Indochine
- 1993: Oscar – nominiert als beste Hauptdarstellerin für Indochine
- 1995: Donostia Award des Filmfestivals in San Sebastian (zusammen mit Susan Sarandon)
- 1998: Internationale Filmfestspiele Berlin 1998 – Goldener Ehrenbär
- 1998: Internationale Filmfestspiele von Venedig 1998 – Coppa Volpi als Beste Darstellerin für Place Vendôme
- 2000: Satellite Awards – nominiert für einen Satellite Award als beste Nebendarstellerin in einem Drama für Dancer in the Dark
- 2001: Bambi – Film – International
- 2002: Silberner Bär – Herausragende künstlerische Leistung für 8 Frauen (zusammen mit dem übrigen weiblichen Schauspielensemble)
- 2002: Europäischer Filmpreis – Beste Darstellerin für 8 Frauen (zusammen mit dem übrigen weiblichen Schauspielensemble)
- 2005: Women’s World Awards – World Artist Award for Lifetime Achievement
- 2005: Internationale Filmfestspiele von Cannes – Ehrenpalme für ihr Lebenswerk
- 2009: Französische Ehrenlegion
- 2011: César – nominiert als beste Hauptdarstellerin für Das Schmuckstück
- 2012: Stanislawski-Preis des Internationalen Filmfestivals Moskau
- 2013: Darstellerpreis des Filmfestivals von Cabourg für Madame empfiehlt sich
- 2013: Europäischer Filmpreis für ihr Lebenswerk
- 2014: César – nominiert als beste Hauptdarstellerin für Madame empfiehlt sich
- 2014: St. Georgs Orden beim Dresdner Opernball
- 2015: Douglas-Sirk-Preis beim Filmfest Hamburg[20]
- 2015: César – nominiert als beste Hauptdarstellerin für Der Hof zur Welt
- 2016: Prix Lumière des Festival Lumière in Lyon für ihr Lebenswerk
- 2018: Praemium Imperiale
- 2022: 79. Filmfestspiele von Venedig – Goldener Löwe als Ehrenpreis für das Lebenswerk[21]

## Dokumentarfilm
- Catherine Deneuve. Schön und geheimnisvoll (OT: Catherine Deneuve, belle et bien là). Fernseh-Dokumentation, Frankreich, 2009, 86 Min., Regie: Anne Andreu, Produktion: arte France, Cinétévé, INA, deutsche Erstausstrahlung: 11. April 2010.
- Catherine Deneuve – Ein Leben auf der Leinwand (OT: Catherine Deneuve, à son image). Fernseh-Dokumentation, Frankreich, 2023, 51 Min., Regie: Claire Laborey[22]